# 四川長江職業学院
四川長江職業学院（しせんちょうこうしょくぎょうがくいん、Sichuan Changjiang Vocational College, SCCJVC）とは、中国四川省にある専門学校。

## 設置学科

### 経済経営学科
- 航空服務（広州民航職業技術学院と協力して、大学の二年生下半期に広州で勉強・実習）
- コンピュータ会計
- 金融·保険
- 電子商取引
- 投資
- 物流管理

### 外国語学科
- ビジネス英語
- ホテルマネジメント

### 電子情報学専攻学科
- 通信技術（3G移動通信技術の方向性）
- コンピュータネットワーク技術、（アプリケーションソフトウェアの技術的な方向、ストレージ、およびセキュリティの方向）

### アートとデザイン学科
- 広告デザインと製作（デジタルクリエイティブディレクション）

### 建築と機電
- 航空機電メンテナンス（広州民航職業技術学院と協力して、大学の二年生下半期に広州で勉強・実習）
- 工事価格

## 所在地
- 中国四川省成都市成洛路828号